# Glinki-Stołczyn
Glinki-Stołczyn – dawne osiedle administracyjne Szczecina, należące do dzielnicy Nad Odrą. Istniało w latach 1955–1976. Według danych z 6 grudnia 1960 r. osiedle zamieszkiwało 6595 osób; tym samym było to najludniejsze osiedle w dzielnicy.
W 1990 r. przywrócono zlikwidowany w 1976 r. podział miasta na cztery dzielnice. Powołano wówczas nowe osiedle o nazwie Stołczyn, które weszło w skład dzielnicy Północ jako jedno z 7 osiedli.